# Kinderstern
Kinderstern (La stella per i bambini) è un'opera d'arte realizzata nel 1988 dall'artista tedesco Imi Knoebel. L'immagine viene usata per raccolte di fondi (pari a due milioni di Euro) ed è la sola opera al mondo i cui ricavi sono devoluti per il 100% ai bambini bisognosi. Riceve sostegno da artisti e collezionisti, musicisti ed attori,  musei quali Deutsche Guggenheim a Berlino e Sammlung Grässlin nella Foresta Nera e fiere d'arte.

La Stella per i Bambini sostiene i Diritti del Fanciullo. 

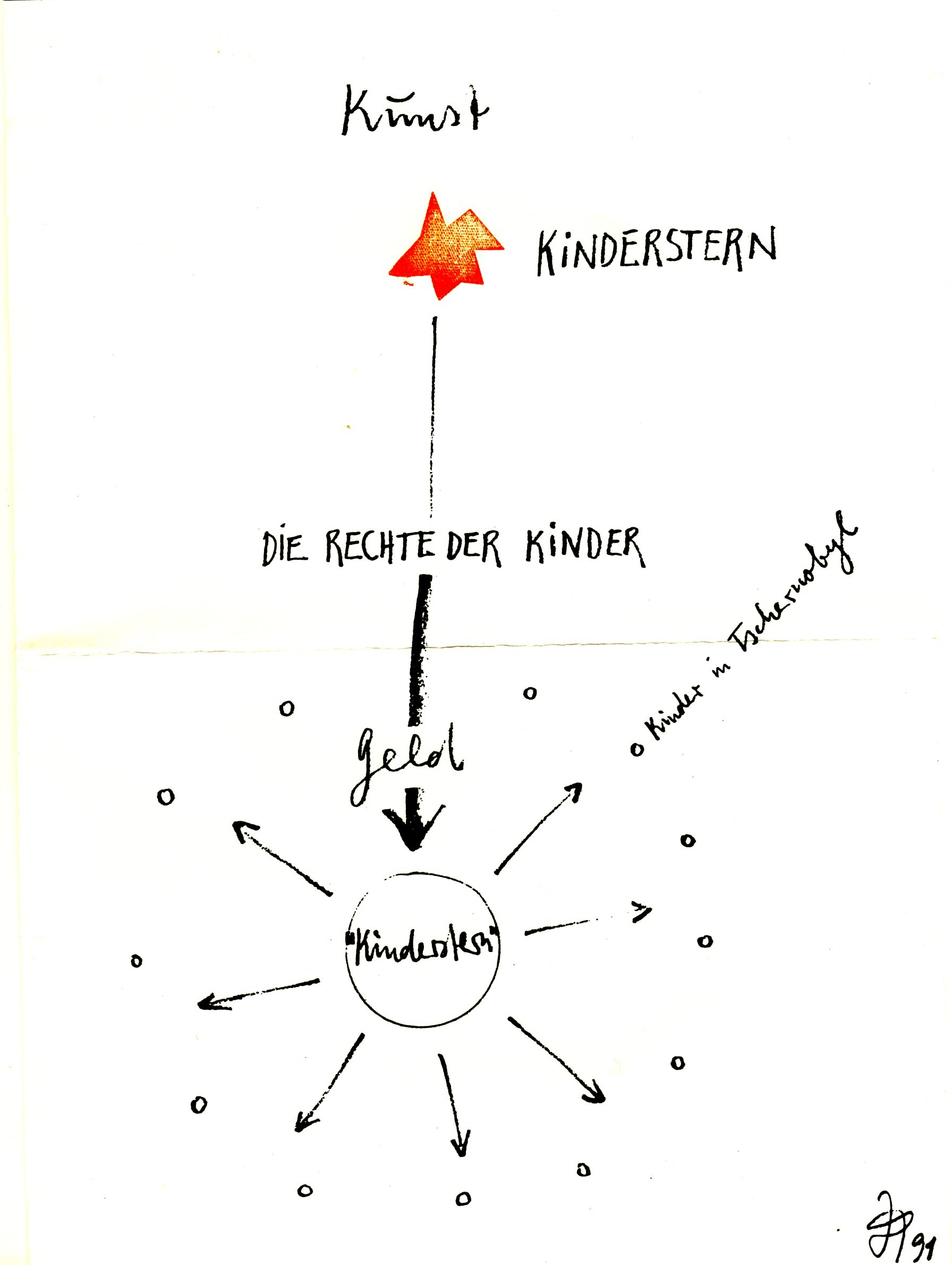
La Stella per i Bambini è la sua opera d'arte in caso di bisogno

L'opera è una "scultura sociale" che concretizza il concetto di arte estesa formulato nel 1967 da Joseph Beuys secondo cui l'arte dovrebbe anche mutare or trasformare la società. Le donazioni si convertono in Apporti per il Diritto del Fanciullo, dando così un significato più profondo al denaro: Portatore dei Diritti Umani. La Stella per i Bambini sostiene i Diritti e la dignità di tutti i bambini. Essa sostiene il diritto alla casa, al cibo, alla cura, alle cure mediche e all'istruzione. Questo patrocinio unifica i Diritti non rispettati dei Bambini, la Stella per i Bambini è la sua opera d'arte in caso di bisogno.

## Storia

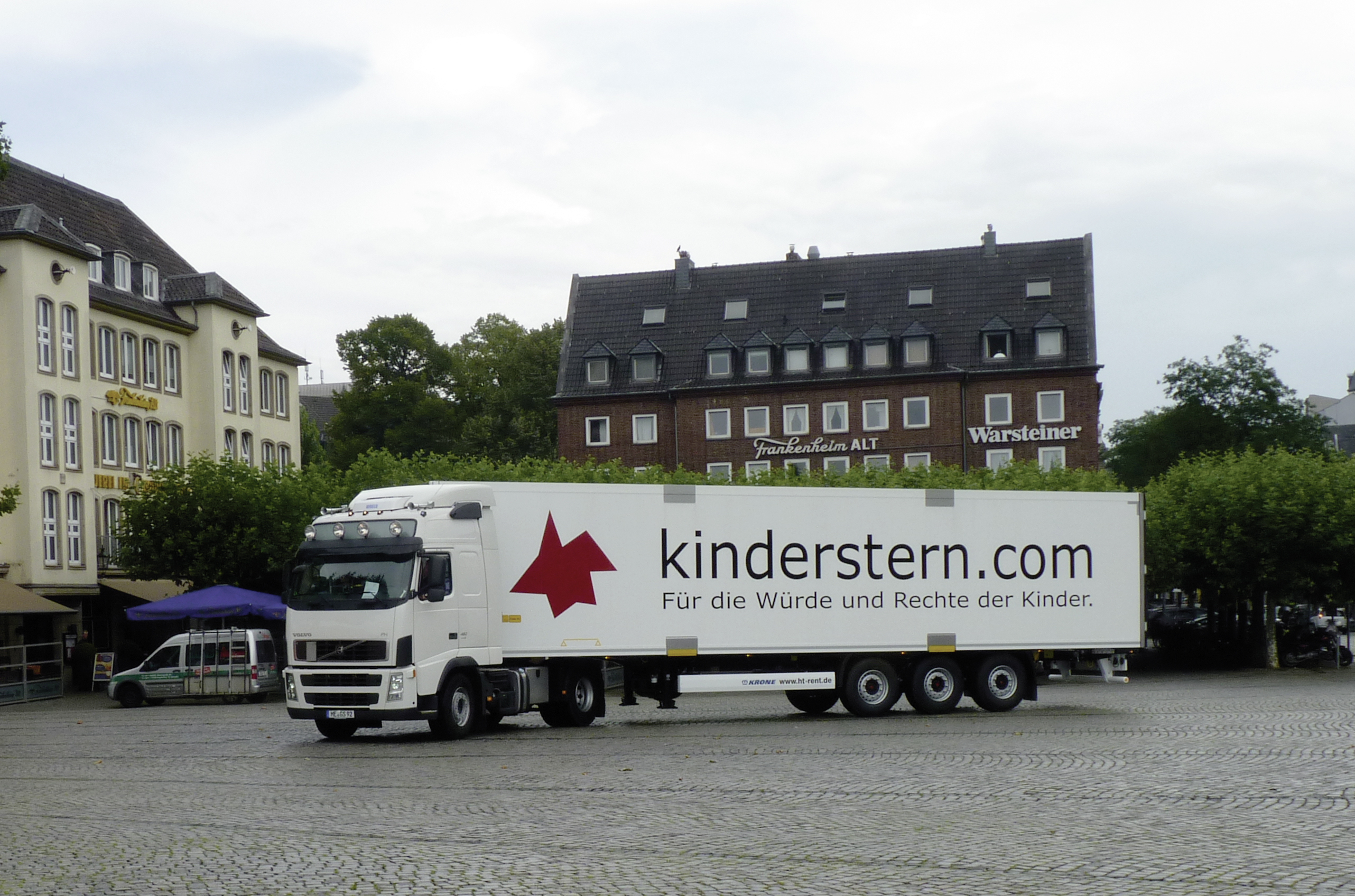
Kinderstern 2011

Nel 1988, per la prima volta,  la Stella per i Bambini fu stampata come serigrafia in rosso. Questa stampa,  in aggiunta a quelle originali degli artisti Sol LeWitt, Joerg Immendorf, Sigmar Polke, Max Bill, Heinz Mack, Keith Haring, faceva parte di un portfolio creato sotto gli auspici di Lothar Späth  Capo del Governo del Baden-Württemberg/Germany. Titolo della raccolta: "Kinderstern“/Stella per i Bambini. L'intento artistico di Imi Knoebels che condusse e lo legò alla Stella per i Bambini andò oltre il primo progetto. Essa fu messa in agenda con la promessa di aprire concretamente una breccia a favore dei bambini. Nello stesso anno, con sede a Düsseldorf,  fu fondata un'organizzazione no-profit con il nome di Kinderstern/Stella per i Bambini. Tra i suoi scopi era incluso il rilevamento di progetti di organizzazioni no-profit già realizzati a favore dei bambini bisognosi. Imi Knoebel, come iniziatore artistico e non come membro, si impegnò di produrre con continuità la stella per le organizzazioni no-profit. Quasi ogni anno vengono realizzate in colori limitati nuove Stelle per i Bambini. Esse vengono donate come apprezzamento a tutti i contributori che supportano l'agenda della Stella per i Bambini.

## Mostre
- 1991 Art Colonia
- 1993 Art Francoforte
- 2010 Art Colonia
- 2010 art forum Berlino
- 2011 Pure Freude Düsseldorf
- 2012 Herberholz Francoforte
- 2014 Pure Freude Düsseldorf
- 2015 Pure Freude Düsseldorf
- 2016 Pure Freude Düsseldorf
- 2016 Herberholz Francoforte

## Sponsorizzazioni e cooperazioni
- 1989: Fondazione Grace P. Kelly[9]

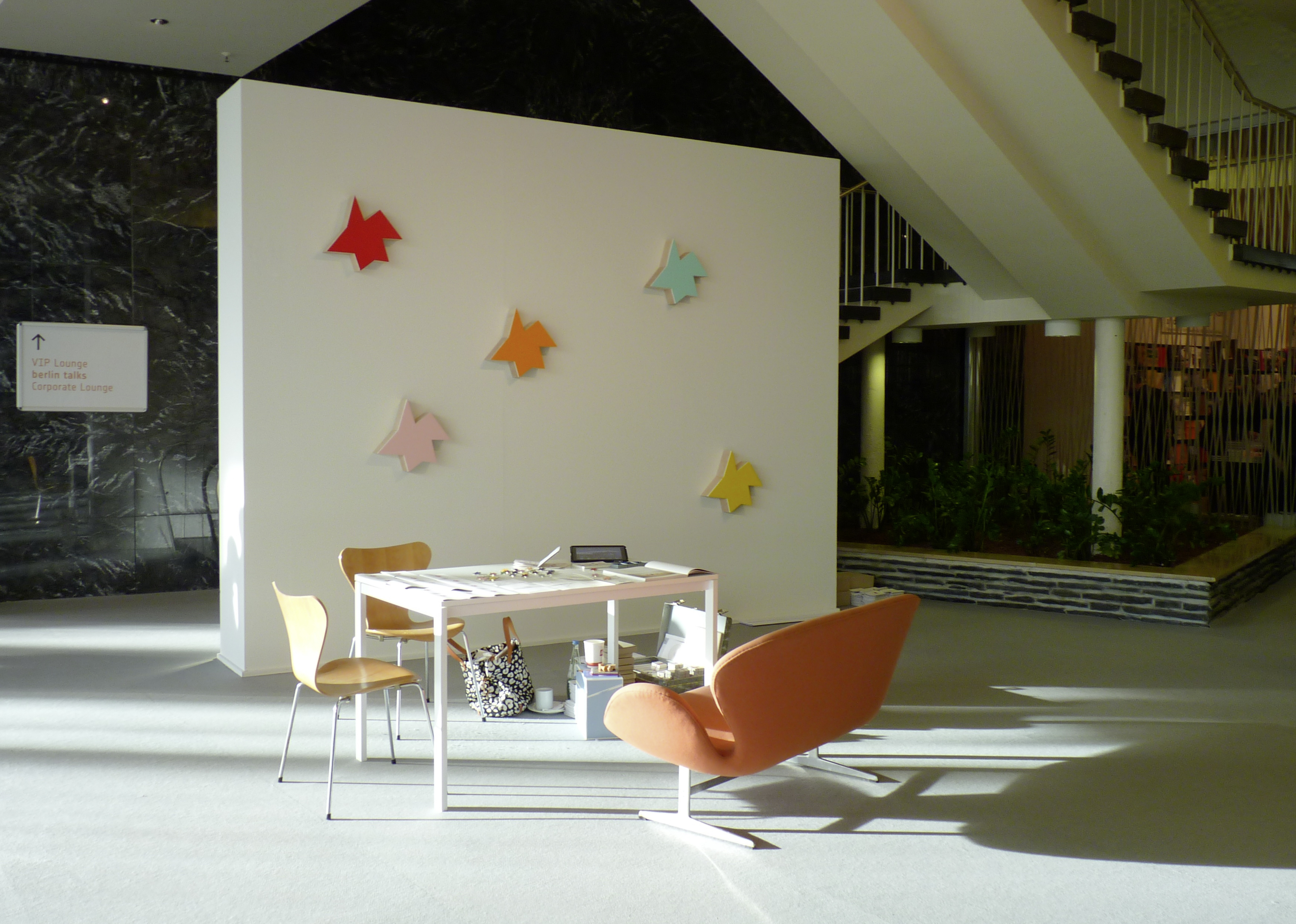
2010 art forum Berlino

- 1990: Associazione per la Lotta contro la Fibrosi cistica
- 1991: L'Unione Tschernobyl, Aiuto alle vittime di Chernobil in Ucraina[10].
- 1992: La Fondazione Instituicao Filantropica, Sergius Erdelyi in Brasilien.
- 1994: Phönikks, una Fondazione per l'aiuto psicosociale Amburgo/Germania
- 1995: Pianeta Bambini, Heidelberg/Germania
- 1997: L'Ordine dei Fratelli poveri di Düsseldorf, per l'alloggio dei bambini senza casa
- 2000: La Fondazione Diritto del Fanciullo, World in Union e. V. Düsseldorf
- 2000: Progetto Fanconi Anemia, Università di Düsseldorf Heinrich Heine.
- 2001: Il Villaggio della Pace a Oberhausen/Germania, aiuto per i bambini delle zone di guerra
- 2001–2006: Il Villaggio dei Bambini Baan Gerda per gli orfani da HIV a Nong Muang/ Thailandia
- 2002: Il reparto di cura medica giornaliera dei bambini presso l'ospedale protestante di Düsseldorf
- 2004: La Fondazione Arco Iris per i Bambini di strada a La Paz, Bolivia
- 2004: La Fondazione Economica Tedesca per gli aiuti umanitari, WHH, "Da Cuori a Cuori" – interventi cardiaci per i bambini vittime dell'agente Orange, Vietnam
- 2006: Senegal Projekt/haan und L.U.C.Y. Hilfswerk/Breisach
- ab 2008: Son Ky, Planung des Kinderstern Waisenhaus in Saigon
- 2010: L'Orfanotrofio SonKy di Saigon/Vietnam che finanzia l'acquisto di case per orfani
- 2011: La Casa del Rifugiato di Düsseldorf, insegnamento della lingua e aiuto sociale per i bambini rifugiati.
- 2011: Aiuto per i Bambini di Ullaaitivu, Sri Lanka
- 2012: "Da Cuori a Cuori" – interventi cardiaci per i bambini vittime dell'agente Orange, Vietnam
- 2013: Supporto di Waaga e.V., aiuto diretto medico per bambini malati provenienti da Afghanistan
- 2014: la Caritas Mettmann, promuovendo un progetto per i bambini rifugiati
- 2015: il supporto "regine ed eroi" del progetto distrettuale intergenerazionale a Oberbilk
- 2015: "Schlaufox" Hamburg, sostegno scolastico e la promozione dei bambini con sfondo migratorio
- 2016: "Imparare a vivere" tre progetti per i bambini rifugiati, "Schlaufox" Hamburg, "regine ed eroi" Düsseldorf, Figlio Ky Orphanage Saigon
- 2017: Progetti per bambini nelle case dei richiedenti asilo, Son Ky Orphanage Saigon,  "regine ed eroi" Düsseldorf, "Schlaufox" HH
- 2018: World in Union, educazione Waldorf  "Bunte Schule" Dortmund, progetti per bambini rifugiati, orfanotrofio Son Ky
- 2019: equitazione terapeutica Carolinenhof, Bunte Schule Dortmund, IJS e.V. progetto per bambini rifugiati, supporto educativo scuola primaria Düsseldorf
- 2020: Upsala, il circo dei bambini di strada a San Pietroburgo, "Housing First" acquisto di un appartamento per le madri senza casa.